# Les Préaux

Les Préaux este o comună în departamentul Eure, Franța. În 1 ianuarie 2022 avea o populație de 396 de locuitori.